# Carlos Matos

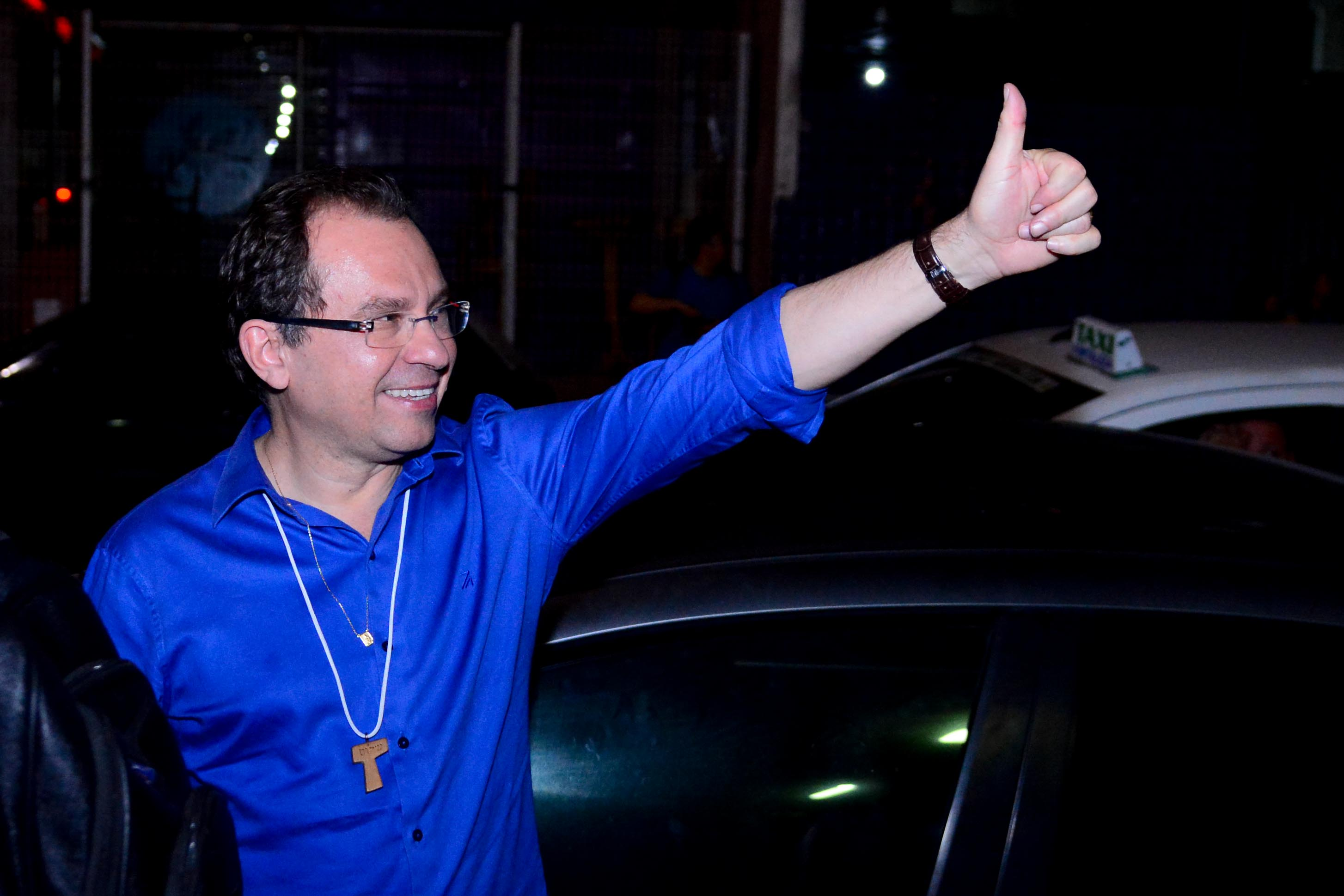
Carlos Matos, empresário e político cearense.

Carlos Matos Lima (Fortaleza, 19 de novembro de 1965) é um político brasileiro. Filho de Seu Edmilson e Dona Hosana, líderes da avicultura no estado do Ceará, é o caçula de uma família de oito filhos. 
Iniciou os seus estudos aos 4 anos de idade, no Instituto Educacional de Alencar. Em 1980, quando Carlos tinha 13 anos, começou a trabalhar na Granja Regina.
Cristão, consagrado na Comunidade Shalom, é pai de cinco filhos e casado com Luciana, que também é consagrada da Comunidade.
Elegeu-se em 2014, deputado estadual no Ceará para o seu primeiro mandato pelo Partido da Social Democracia Brasileira (PSDB). Foi ex-secretário da Agricultura do Ceará nos governos de Tasso Jereissati e de Lúcio Alcântara. Atuando na área de gestão empresarial, é sócio-diretor da Trainer Consultoria e Gestão Empresarial.

## Vida Profissional
1978 - Iniciou sua vida profissional como sócio da Avelima
1983 - Sócio da Granja Brasília
1988 - Diretor da Granja Regina
1997 - Sócio da Pole Agrotécnica Industrial Ltda
2008 - Sócio e diretor da "TRAINER DG Desenvolvimento e Gestão" até os dias atuais 

## Lideranças

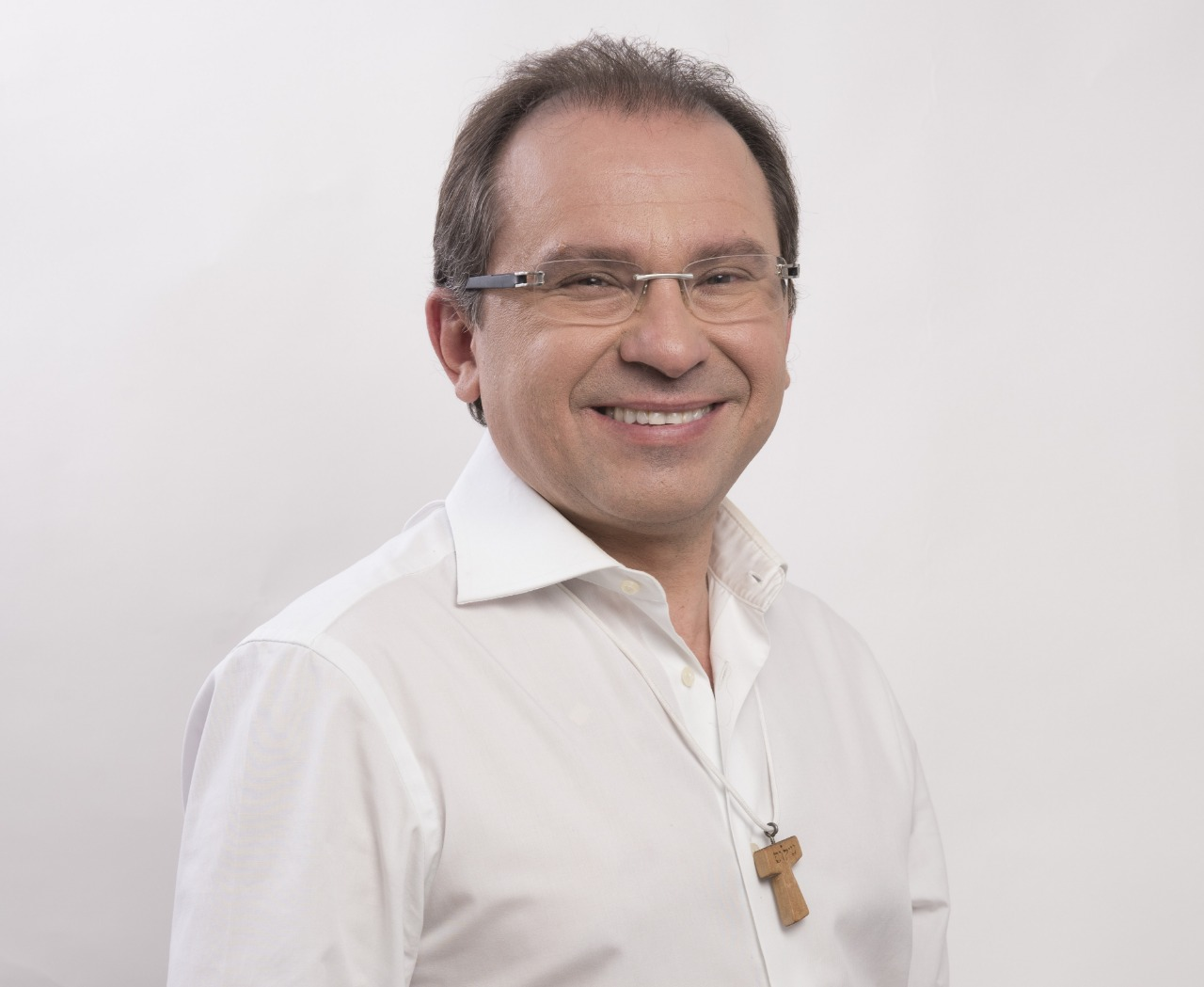

1992 a 1993 - Coordenador geral da Associação dos Jovens Empresários (AJE) 
1992 - Coordenador de educação do Pacto de Cooperação
1993 - Vice Presidente da Associação Cearense de Avicultura (ACEAV) 
1995 a 1998 - Presidente da Associação Cearense de Avicultura (ACEAV) 
1998 a 2000 - Vice-presidente do Centro Industrial do Ceará (CIC)
2011 a 2014 - Diretor Corporativo do Instituto de Desenvolvimento Industrial do Ceará – INDI, na FIEC
2017 a 2020 - Presidente do Instituto Promover

## Político
1998 - Coordenadoria de Agricultura Irrigada no gabinete do governador Tasso Jereissati

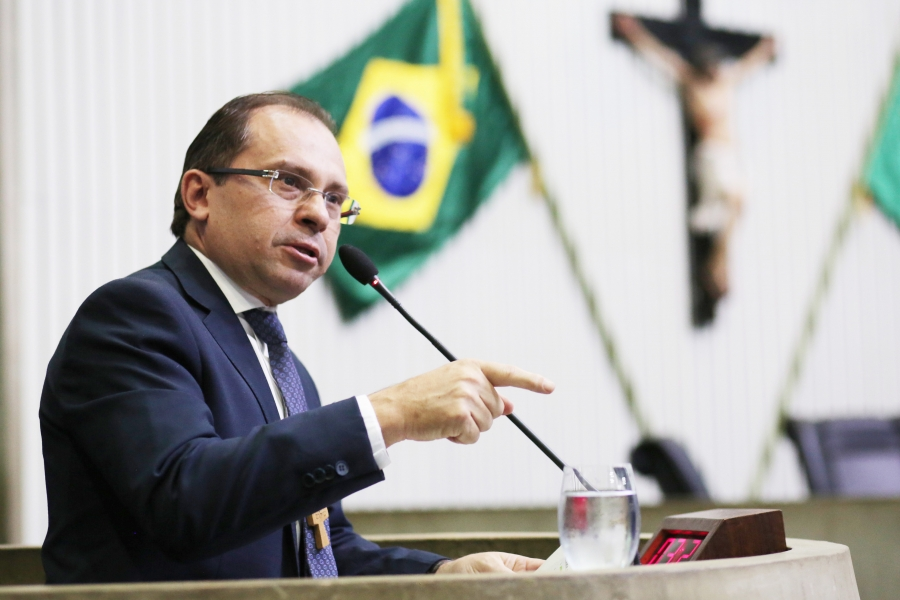

1999 a 2002 - Eu assumo a Secretaria da Agricultura Irrigada do Estado do Ceará no governador Tasso Jereissati (SEAGRI)
2003 a 2005 - Foi coordenador do Projeto APEX Nacional
2003 a 2006 - Assumiu a Secretaria da Agricultura e Pecuária do Estado do Ceará no governo Lúcio Alcântara
2007 a 2009 - Presidente do Diretório Estadual do PSDB no Ceará
2012 a 2014 - Presidente Regional do Ceará no Instituto Teotônio Vilela
2014 - Eleito como Deputado Estadual do Ceará
2015 a 2018 - Exerceu o mandato como Deputado Estadual do Ceará
2019 a 2021 - Foi presidente do Diretório Municipal do PSDB em Fortaleza
2022 - Pré-candidato a Deputado Federal pelo partido União Brasil